# 1985 في فنزويلا
فيما يلي قوائم الأحداث التي وقعت خلال عام 1985 في فنزويلا.

## ظهور
- 1 يناير – ديزوردن بيبليكو

## مواليد

### يناير
- 26 يناير – فيكتور دريجا ممثل فنزويلي.
- 26 يناير – ماريان بوليا

### فبراير
- 25 فبراير – جاكسون رودريغيز درّاج طريق فنزويلي.

### مارس
- 9 مارس – باستور مالدونادو سائق سيارة سباق فنزويلي.
- 29 مارس – فرناندو أموريبييتا لاعب كرة قدم.

### مايو
- 6 مايو – روبيرتينو بيتري متسابق دراجات نارية فنزويلي.

### يوليو
- 10 يوليو – أليخاندرو غيرا لاعب كرة قدم فنزويلي.

### أغسطس
- 19 أغسطس – نيكولاس فيدور لاعب كرة قدم فنزويلي.
- 22 أغسطس – خورخي لينارس ملاكم فنزويلي.

## وفيات

### فبراير
- 14 فبراير – فرانسيسكو تامايو تيبيس (مواليد 1902)

### مايو
- 14 فبراير – فرانسيسكو تامايو تيبيس (مواليد 1902)